# Markgraafschap Ename
De mark Ename of het markgraafschap Ename was een mark die ontstond uit de noordelijke helft van de Brabantgouw als gevolg van de markenpolitiek van keizer Otto II (omstreeks 950).
Het markgraafschap is vernoemd naar de stamburcht te Ename, opgericht omstreeks 974. Het graafschap is uitsluitend als graafschap Brabant in de keizerlijke oorkonden te bekennen. Mogelijk omvatte het de gehele noordelijke helft van de Brabantgouw, evenwel met uitzondering van het graafschap Brussel. Tussen 1005 en 1024 vermeldt men Herman van Ename als markgraaf. Vanaf omstreeks 1029 werd hij in de mark opgevolgd door zijn schoonzoon, Reinier V van Bergen.  Aan diens bestuur kwam een einde toen in 1034 Boudewijn IV van Vlaanderen de burcht van Ename verwoestte, overigens dankzij de inname van het Lotharingse bolwerk door een bende ongeregeld krijgsvolk. De  val van de rijksburcht heeft tot gevolg gehad dat Reinier V van Bergen op grond van het idoneïteitsprincipe door de Duitse keizer Hendrik III uit het markgraafschap werd ontheven. 
De mark Ename werd vervolgens vermoedelijk toegewezen aan hertog Gozelo. Toen deze in 1044 kwam te overlijden, besliste de Duitse keizer Hendrik III de mark toe te vertrouwen aan paltsgraaf Otto van Lotharingen. Op de hofdag van Goslar, 7 april 1045, werd deze tot hertog van Zwaben aangesteld en werd de mark Ename tegelijk aan een zoon van Boudewijn V van Vlaanderen toegewezen. Toen deze zich in 1047 samen met zijn vader aansloot bij de opstand van Godfried met de baard werd het Vlaamse gravengeslacht zowel het rijksleen Ename als de mark Valenciennes ontnomen. Ename werd opnieuw toegewezen aan de paltsgraaf van Lotharingen, op dat ogenblik paltsgraaf Hendrik I van Lotharingen. 
Boudewijn V van Vlaanderen rebelleerde vervolgens tot omstreeks 1054 tegen het keizerlijk gezag, maar dolf tot tweemaal toe het onderspit tijdens de keizerlijke vergeldingsacties. In 1056 onderwierp Boudewijn zich en zwoer te Keulen een eed van trouw aan het rijk. Hij ontving niet onmiddellijk de investituur in de mark Ename. Het rijksleen kwam uiteindelijk aan Vlaanderen door bemiddeling van de regent tijdens de minderjarigheid van de Duitse koning Hendrik IV, aartsbisschop Anno II van Keulen. De toewijzing gebeurde vermoedelijk tussen april 1062 en uiterlijk 4 augustus 1063. 
Historiografisch noemt men de mark Ename Rijks-Vlaanderen (later ook bekend als het Land van Aalst).